# Bouillancourt-la-Bataille
Bouillancourt-la-Bataille település Franciaországban, Somme megyében. Lakosainak száma 144 fő (2022. január 1.). Bouillancourt-la-Bataille Gratibus, Malpart, Marestmontiers és Trois-Rivières községekkel határos.

## Népesség
A település népességének változása:
| Lakosok száma | 130  | 146  | 154  | 155  | 156  | 156  | 152  | 148  | 144  |
|               | 2013 | 2015 | 2016 | 2017 | 2018 | 2019 | 2020 | 2021 | 2022 |